# 月山貞利
月山 貞利（がっさん さだとし、1946年 - ）は、大阪府生まれの日本の日本刀名匠。本名は月山清。
鎌倉時代から続く刀工一族の後裔で800年の歴史を誇る月山派の伝統を受け継ぐ。大阪月山家の5代目として綾杉鍛え（あやすぎきたえ）や月山彫を継承。1982年 無鑑査（刀鍛冶の最高位）認定。1995年 全日本刀匠会会長就任（現 顧問）。2003年 奈良県指定無形文化財保持者に認定。2015年 叙勲・褒章で旭日双光章受章。 

## 略歴
刀匠「月山貞利」略歴は、つぎのとおり：
1946年 人間国宝 月山貞一の三男として大阪に生まれる。 
1969年 大阪工業大学建築学科卒業。父である師の貞一のもと、鍛刀の技を磨く。 
1975年 高松宮賞受賞記念、刀匠月山貞利展（大阪にて）開催。
1979年 刀匠月山貞利展（大阪にて）開催。
1982年 新作刀展で名槍日本号模索出品し無鑑査に認定。ボストン美術館での「日本の人間国宝展」で師に同行。 
1983年 刀匠月山貞利展（大阪にて）開催。 警視庁総監賞の短刀謹作、新作刀展に国宝丙子椒林剣模作出品。
1984年 月山一門展開催（大阪にて）。第61回伊勢神宮式年遷宮御料太刀７振（師との合作含）鉾3振謹作。 
1988年 大阪市立博物館「出羽三山と月山刀匠展」出品。ボストン美術館に於いて「月山歴代とその伝統展」開催。 
1989年 奈良県立文化会館「八百年の伝統月山歴代展」開催。
1990年 刀匠月山貞一・貞利展（東京日本橋髙島屋）開催。
1993年 刀匠月山貞利展（東京日本橋髙島屋）開催。
1994年 刀匠月山貞一・一門展（大阪にて）開催。
1995年 奈良県桜井市芽原に月山記念館開設。全日本刀匠理事長就任。(財）日本美術刀剣保存協会評議員、新作刀展審査員。文化庁主催の刀匠技術保存研修会講師となる。横綱貴乃花の太刀謹作。
1996年 奈良県立美術館「人間国宝 刀匠月山貞一回顧展～その技と伝統」出品。
1997年 奈良県桜井市無形文化財保持者指定。刀匠月山貞利展（東京日本橋髙島屋）開催。
2001年 刀匠月山貞利展（日本橋髙島屋）開催。
2003年 模国宝春日若宮社御料太刀謹作。奈良県指定無形文化財保持者認定。奈良新聞文化賞受賞。
新作刀展の受賞記録：
高松宮賞（２回）、文化庁長官賞、毎日新聞社賞(２回）、名誉会長賞（２回）、寒山賞（２回）